# Devoon
| Mesozoïcum                                  | Trias      | jonger |
| Mesozoïcum                                  | Trias      | 251,0  |
| Paleozoïcum                                 | Perm       |        |
| Paleozoïcum                                 | Perm       | 299,0  |
| Paleozoïcum                                 | Carboon    |        |
| Paleozoïcum                                 | 359,2      |        |
| Paleozoïcum                                 | Devoon     |        |
| Paleozoïcum                                 | 416,0      |        |
| Paleozoïcum                                 | Siluur     |        |
| Paleozoïcum                                 | 443,7      |        |
| Paleozoïcum                                 | Ordovicium |        |
| Paleozoïcum                                 | 488,3      |        |
| Paleozoïcum                                 | Cambrium   |        |
| Paleozoïcum                                 | 542,0      |        |
| Neoproterozoïcum                            | Ediacarium |        |
| Neoproterozoïcum                            | Ediacarium | ouder  |
| Indeling van het Paleozoïcum volgens de ICS |            |        |

| Systeem                                 | Serie         | Etage       | Ouderdom (Ma) |
| --------------------------------------- | ------------- | ----------- | ------------- |
| Carboon                                 | Mississippien | Tournaisien | jonger        |
| Devoon                                  | Boven         | Famennien   | 358,9–372,2   |
| Devoon                                  | Boven         | Frasnien    | 372,2–382,7   |
| Devoon                                  | Midden        | Givetien    | 382,7–387,7   |
| Devoon                                  | Midden        | Eifelien    | 387,7–393,3   |
| Devoon                                  | Onder         | Emsien      | 393,3–407,6   |
| Devoon                                  | Onder         | Pragien     | 407,6–410,8   |
| Devoon                                  | Onder         | Lochkovien  | 410,8–419,2   |
| Siluur                                  | Pridoli       | Pridoli     | ouder         |
| Indeling van het Devoon volgens de ICS. |               |             |               |

Het Devoon is een periode in de geologische tijdschaal (en een systeem in de stratigrafie) die duurde van 419,2 ± 3,2 tot 358,9 ± 0,4 miljoen jaar (Ma) geleden. Het Devoon is onderdeel van het era Paleozoïcum. Het volgt op het Siluur en wordt opgevolgd door het Carboon.
Het Devoon was een periode met een relatief warm klimaat en hoog zeeniveau. Er werden enorme riffen gevormd in ondiepe zeeën, terwijl op het land de primitieve Silurische planten en insecten zich verder ontwikkelden. De eerste echte bossen ontstonden, waar onder andere de eerste zaadplanten groeiden. In de zee werden de kaakvissen met name de Placodermi steeds dominanter ten nadele van de Ostracodermi. In het Devoon verschenen ook de eerste gewervelde landdieren. Dit waren amfibieën, die zich uit vissen ontwikkelden.
Vanaf het Midden-Paleozoïcum bewogen de belangrijkste continenten naar elkaar toe, dit zou leiden tot de Caledonische orogenese in het Siluur en Vroeg-Devoon en de Hercynische orogenese in het Laat-Devoon en Carboon.

## Naamgeving en indeling
De naam Devoon is afkomstig van het graafschap Devon in Engeland, waar Devonische gesteenten ontsloten zijn. Het tijdperk werd voor het eerst benoemd door de Britse geologen Adam Sedgwick en Roderick Murchison in 1839, na onderzoek aan de stratigrafie van Devon.
Het Devoon wordt ingedeeld in drie chronostratigrafische series: Onder, Midden en Boven. Het Onder-Devoon is verdeeld over drie etages, het Midden- en Boven-Devoon elk over twee etages.

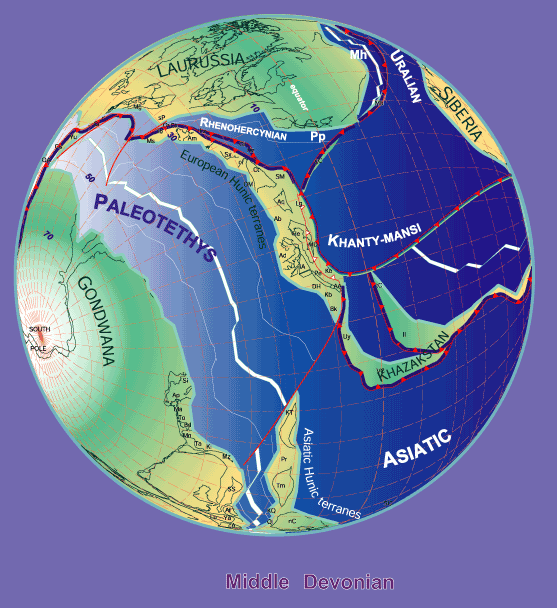
Paleogeografie in het Devoon. In het zuiden (links) ligt Gondwana, ten noorden daarvan opende de Paleo-Tethysoceaan zodat de Hun-terreinen naar het noorden bewogen richting Laurussia (een synoniem voor Euramerika).

## Paleogeografie
Een belangrijke gebeurtenis in het Vroeg-Devoon was het samenkomen van de continenten Laurentia (tegenwoordig Noord-Amerika) en Baltica (Noord-Europa) tijdens de Caledonische orogenese, het continent dat zo ontstond wordt Euramerika genoemd. Rond 410 tot 395 Ma was sprake van continentale collisie tussen de twee continenten, waarbij het gebergte de Caledoniden gevormd werd. Vanaf het zuiden voegde ook het microcontinent Avalonia zich bij Euramerika, wat in het westen (het tegenwoordige Noord-Amerika) zorgde voor de Acadische orogenese, waarvan sporen zijn te vinden in de Appalachen. Verwarrend genoeg worden sporen van deze tektonische fase in Europa tot de Caledonische orogenese gerekend.
Tussen Euramerika en het continent Gondwana in het zuiden lag de Rheïsche Oceaan, die in de loop van het Devoon steeds kleiner werd omdat ook deze continenten naar elkaar toe bewogen. Gondwana lag gedeeltelijk over de Zuidpool, maar waarschijnlijk was er in het Devoon geen ijskap. Ten oosten van Euramerika lagen nog de continenten Siberia, Kazachstania en Zuid- en Noord-China. De laatste twee waren in de loop van het Siluur en Vroeg-Devoon van Gondwana afgebroken en bewogen naar het noorden.
Het huidige Noordwest-Europa vormde in het Devoon de zuidelijke rand van Avalonia of Euramerika. Zuid-Nederland, Zuid-Engeland en Vlaanderen (het zogenaamde Londen-Brabantmassief, onderdeel van Avalonia) vormden een hoger gebied, dat boven water lag. Verder naar het zuiden lag de continentale marge en de Rheïsche Oceaan. Met het dichter naar elkaar toe bewegen van Gondwana en Euramerika was deze oceaan tijdens het Laat-Devoon een smal bekken geworden, dat het Rheno-Hercynisch Bekken genoemd wordt.

## Gesteenten uit het Devoon
Aan beide zijden van het Caledonisch gebergte werden afbraakproducten van het gebergte afgezet, zowel in Noord-Amerika als Noord-Europa zijn rode (continentale) zandsteen en conglomeraten typisch voor het Devoon. Een voorbeeld is de Old Red Sandstone in Engeland. Vergelijkbare gesteenten komen ook in de Ardennen voor, zoals in een rotswand bij Roche-à-Frêne.
Tijdens het Devoon werden op de zuidelijke continentale marge van Euramerika en in het Rheno-Hercynisch Bekken voornamelijk mariene kalken afgezet, die tegenwoordig bijvoorbeeld in de Eifel en Ardennen terug te vinden zijn.

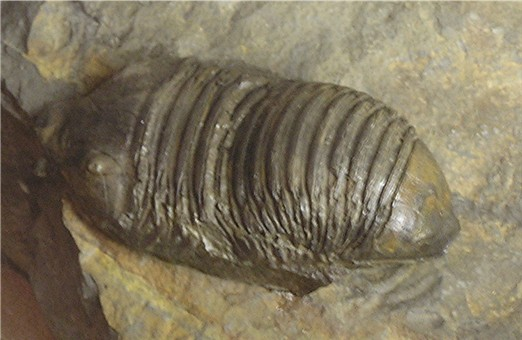
Trimerus, een trilobiet uit het Devoon.

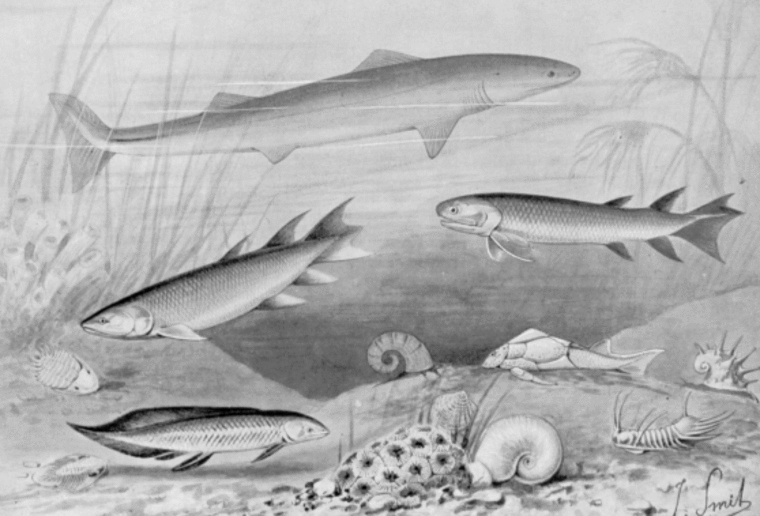
Afbeelding van diverse Devonische soorten zeedieren: een haai, twee straalvinnigen, een longvis, een ostracoderm, mollusken en trilobieten.

## Leven
Het Devoon is de eerste periode waarin het landoppervlak grotendeels met planten begroeid was. Dit had grote gevolgen voor het dierenleven. Planten hebben wortels die de bodem vasthouden en zodoende erosie voorkomen. Rivieren zouden voortaan minder sediment meevoeren. Onder de mariene organismen van de benthische zone (zeebodem) zorgde dit voor een opbloei van soorten die in helder water leven (bijvoorbeeld brachiopoden of crinoïden), terwijl mobiele soorten, die beter aangepast zijn aan modderig water (zoals trilobieten), juist afnamen. De grote hoeveelheid plantaardig voedsel op het land maakte de kolonisatie van het land door dieren mogelijk. De oudste fossiele insecten komen uit het Devoon, hoewel ze waarschijnlijk al eerder verschenen. In het Laat-Devoon verschenen ook de eerste amfibieën, die in tegenstelling tot de vissen ook voedsel op het land konden vergaren.

### Marienleven
Soorten mariene bodemdieren uit het Devoon zijn bijvoorbeeld diverse trilobieten, graptolieten, hederelliden, brachiopoden en tweekleppigen. Tijdens het Vroeg-Devoon verschenen de eerste ammonieten, een opgerolde soort inktvissen waarvan wordt aangenomen dat ze zich uit nautilussen ontwikkelden. Een andere groep ongewervelde roofdieren waren de zeeschorpioenen.
De in eerdere periodes verschenen riffen van in symbiose levende organismen bereikten tijdens het Devoon enorme groottes. Deze riffen werden echter gevormd door andere groepen dan tegenwoordig het geval is. De belangrijkste rifbouwers van het Devoon waren Tabulata, Rugosa (uitgestorven groepen koralen) en stromatoporen (sponzen). Op de riffen leefden ook crinoïden, mosdiertjes, diverse weekdieren (waaronder bivalven) en brachiopoden.
De vissen maakten tijdens het Devoon een belangrijke ontwikkeling mee, zowel in de zeeën als in zoet water. De Ostracodermi waren groepen kaakloze vissen met een met benen plaatjes bepantserde kop, die waarschijnlijk op de bodem van zeeën en binnenwateren leefden, vergelijkbaar met tegenwoordige modderkruipers. Ze zouden tijdens het Devoon steeds meer verdrongen worden door de tijdens het Siluur ontstane kaakvissen, met name een groep die placodermen genoemd wordt en tijdens het Devoon een grote diversiteit ontwikkelde. Kaken boden het voordeel dat grotere stukken voedsel verwerkt konden worden en op grotere prooien gejaagd kon worden. De meeste kaakvissen waren dan ook roofdieren die kleinere soorten aten. Ze verschenen in steeds grotere vormen. De grootste vissen van het Devoon waren placodermen als Dunkleosteus, die meer dan zeven meter lang kon worden. De placodermen hadden een zware "gepantserde" benen kop, maar een soepelere staart die beweging mogelijk maakte. Tegelijkertijd verschenen in het Devoon groepen vissen die ook tegenwoordig nog leven. Voorbeelden zijn de eerste straalvinnigen (bijvoorbeeld Cheirolepis of Hyneria) en kwastvinnigen (waaronder Eusthenopteron en de eerste longvissen). De laatsten waren, op de coelacanten na, zoetwaterdieren. In het Devoon verschenen ook de eerste haaien (voorbeelden zijn Stethacanthus en Cladoselache), die later de placodermen zouden gaan verdringen.

### Landplanten
In het Vroeg-Devoon werden de mossen, algenmatten en primitieve planten uit het Siluur uitgebreid met de eerste vaatplanten. Deze bestonden uit een horizontaal wortelstelsel waaruit stammen omhoog schoten. Een voorbeeld is het geslacht Rhynia. Uit deze primitieve planten ontwikkelden zich in de loop van het Devoon soorten met betere vaatstelsels, stevige wortels en bladeren.
Wouden van struikachtige primitieve planten moeten de continenten bedekt hebben: de eerste lycophyta, sphenophyta en varens verschenen in het Devoon. Sommige soorten konden al redelijk hoog worden. De boomvaren Archaeopteris en de Cladoxylopsida uit het Laat-Devoon konden de hoogte van tegenwoordige bomen bereiken en hadden stevige, houten stammen. Prototaxites waren geen planten maar boomachtige schimmels die meer dan acht meter hoog konden worden. Aan het einde van het Devoon, rond 380 Ma, verschenen de eerste bomen (van het geslacht Wattieza) en bovendien de eerste zaadplanten. De verschijning van zoveel verschillende belangrijke nieuwe vormen planten in een relatief korte periode is wel de Devonische explosie genoemd, analoog met de Cambrische explosie uit het Cambrium.

Evolutie van tetrapoden in het Laat-Devoon. Afstammelingen van pelagische kwastvinnigen als Eusthenopteron ondergingen een stapsgewijze evolutie: Panderichthys kon in modderig ondiep water leven; Tiktaalik had poot-achtige vinnen waarmee hij het land op kon; Acanthostega had poten met acht tenen, Ichthyostega had volgroeide poten. Ook coelacanten stammen van kwastvinnigen af, zij trokken juist naar de diepzee.

### Landdieren
De opkomst van planten met wortels zorgde ervoor dat voor het eerst echte bodemvorming plaatsvond. In deze bodems konden veel nieuwe soorten geleedpotigen (Artropoda) leven, zoals mijten, schorpioenen en duizendpotigen. Hoewel de oudst bekende fossiele insecten uit het Devoon komen wordt algemeen aangenomen dat insecten al eerder op het land verschenen, misschien al in het Cambrium. Sporenfossielen in Cambrische gesteenten (zoals Climactichnites) lijken hierop te wijzen. De oudste fossielen van gevleugelde insecten komen uit het Devoon, de vleugels verschillen sterk van de modernere soorten uit het Carboon. Er is bewijs gevonden dat de soort Rhyniognatha rond 400 Ma al vleugels had.
In het Laat-Devoon begaven ook de eerste gewervelden zich op het land. Dankzij vondsten van fossiele overgangsvormen tussen kwastvinnige vissen en de eerste amfibieën heeft men een goed beeld van hoe deze evolutie plaatsvond. De nog geheel in het water levende Panderichthys was een soort die in zeer ondiep modderig water leefde. De (eerdere) ontwikkeling van longen in sommige vissen had het mogelijk gemaakt de kop boven water uit te steken om zuurstof uit de lucht te halen. Soorten als Tiktaalik en Acanthostega hadden een overgangsvorm tussen poten en vinnen. Poten maakten het mogelijk zich af te zetten van de bodem om de kop boven water te steken om te ademen of misschien insecten te vangen. Hiermee werd ook voortbeweging op land mogelijk. Ichthyostega had echte poten maar verder nog veel kenmerken van een vis, zoals een vissenstaart. De primitieve longen van longvissen ontwikkelden zich in organen die in de complete behoefte aan zuurstof konden voorzien, waarmee de eerste amfibieën ook langere tijd op het land konden doorbrengen. Hynerpeton was een overgangsvorm tussen vis en amfibie met complexere longen. In het Carboon zouden deze eerste amfibieën zich verder ontwikkelen en het land geheel koloniseren.

### Laat-Devonische extinctie
Op de overgang tussen Devoon en Carboon vond in het water een grote massa-extinctie plaats, waarbij ongeveer 40% van alle geslachten verdween. Het uitsterven concentreerde zich waarschijnlijk rond twee momenten: de eerste aan het begin of ergens midden in de laatste tijdsnede in het Devoon, het Famennien; de tweede op de Devoon-Carboon-overgang zelf.
Tijdens dit uitsterven verdwenen de tabulata en stromatoporen, de belangrijkste rifbouwers uit het Devoon. Het zou lang duren, tot in het Mesozoïcum, voordat er weer grote riffen zouden verschijnen. De ostracodermi (kaakloze vissen) stierven geheel uit en de ostracodermen en acritarcha werden zo sterk teruggedrongen dat ze nooit meer een belangrijke rol zouden spelen.
De reden voor deze massa-extinctie is onzeker, maar men vermoedt dat de oorzaak bij klimaatverandering lag. Door de toegenomen hoeveelheid landplanten en fotosynthese was de hoeveelheid kooldioxide (een broeikasgas) in de atmosfeer afgenomen. Door een zwakker broeikaseffect begon wereldwijd de temperatuur te dalen, waardoor er gletsjers groeiden op de Zuidpool. Een plotselinge daling van het zeeniveau kan de massale extinctie onder de ondiep mariene soorten veroorzaakt hebben. De temperatuurdaling zou zich in het Carboon verder doorzetten en de Laat-Paleozoïsche ijstijd tot gevolg hebben.